# Escalos de Cima
Escalos de Cima is een plaats (freguesia) in de Portugese gemeente Castelo Branco en telt 1110 inwoners (2001).